# Grzegorz Bugajak
Grzegorz Bugajak (ur. 6 października 1966 w Łodzi, zm. 17 maja 2020) – polski duchowny rzymskokatolicki, filozof, dr hab.

## Życiorys
W 1999 r. obronił pracę doktorską pt. Epistemologiczny status koncepcji Wielkiego Wybuchu i jej filozoficzne implikacje, której promotorem była prof. Anna Latawiec, w 2013 r. habilitował się na podstawie pracy zatytułowanej Węzłowe zagadnienia filozofii przyrody i rola tej dyscypliny w kształtowaniu relacji nauka - teologia. Został zatrudniony na stanowisku adiunkta w Katedrze Nauk Humanistycznych Uniwersytecie Medycznym w Łodzi oraz w Katedrze Metodologii Nauk Systemowo-Informacyjnych na Wydziale Filozofii Chrześcijańskiej Uniwersytetu Kardynała Stefana Wyszyńskiego w Warszawie.
Był profesorem uczelni i dyrektorem w Instytucie Filozofii na Wydziale Filozofii Chrześcijańskiej Uniwersytetu Kardynała Stefana Wyszyńskiego w Warszawie.

## Wyróżnienia
- Brązowy Medal za Długoletnią Służbę[1]
- Medal Komisji Edukacji Narodowej[1]
- Trzykrotna Nagroda Rektora ATK/UKSW[1]